# Sunset Strip
Sunset Strip è il miglio e mezzo (2,4 km) di strada di Sunset Boulevard che passa attraverso West Hollywood, California. Si estende dal confine orientale della West Hollywood con Hollywood in Havenhurst Drive e dal confine occidentale con Beverly Hills in Sierra Drive.

## Descrizione
La Sunset Strip abbraccia un'ampia collezione di boutique, ristoranti, club e club rock, che sono all'avanguardia nel settore dello spettacolo e dell'intrattenimento.
È noto anche per i suoi numerosi manifesti pubblicitari enormi e colorati, ha inoltre sviluppato una notorietà come un luogo di ritrovo per le rockstar, stelle del cinema e dello spettacolo.
Numerosi sono i locali storici quali il Whisky a Go Go, in cui hanno suonato artisti come The Doors, Jimi Hendrix, The Kinks, The Who, Buffalo Springfield, Red Riot e moltissimi altri.
Tuttora rappresenta uno dei punti più caratteristici di Los Angeles, a mezza strada tra Hollywood e Beverly Hills.